# Лідор
Лідор (фр. lis d'or — золота лілея) — французька золота монета, схожа на луїдор, карбувалася в 1655—1657 роках. На реверсі зображено герб з лілеями, що його підтримують два ангели.

## Джерело
- 3варич В. В. Нумізматичний словник. — Львів: «Вища школа», 1978, 338 с.